# 117384 Halharrison
117384 Halharrison è un asteroide della fascia principale interna. Scoperto nel 2004, presenta un'orbita caratterizzata da un semiasse maggiore pari a 2,444475 UA e da un'eccentricità di 0,105541, inclinata di 1,770422° rispetto all'eclittica.
Hal Harrison è un astronomo e fotografo amatoriale, da sempre affascinato dalla scienza planetaria e dall'astronomia. La sua carriera è iniziata lavorando sui mainframe IBM e si è evoluta parallelamente all'evoluzione tecnologica. Attualmente è capo pilota della Wormhole Racing.